# آبونا
آبونا (عربی: أبون) فیلمی در ژانر درام به کارگردانی محمد صالح هارون است که در سال ۲۰۰۲ منتشر شد.